# Institutul Hidrometeorologic Ceh
Institutul Hidrometeorologic Ceh (în cehă Český hydrometeorologický ústav (ČHMÚ)) este institutul central de stat al Cehiei pentru domeniile calității aerului, meteorologiei, climatologiei și hidrologiei. Este o organizație înființată de Ministerul Mediului din Republica Cehă. Sediul central și locurile de muncă centralizate ale institutului, inclusiv serviciile de prelucrare a datelor, telecomunicații și servicii tehnice, sunt situate în campusul institutului din Praga.
Printre altele, este responsabil de funcționarea serviciului de avertizare, inclusiv Sistemul de avertizare și reglare a smogului. Pe lângă operarea rețelelor de stații și furnizarea de servicii profesionale, se angajează și în activități de cercetare științifică în domenii de interes.
Sediul institutului este situat în Praga-Komořany, la adresa Na Šabace 17, Praga 4. În iunie 2021, noua clădire a institutului a fost deschisă oficial în Praga-Komořany, care este sediul comun al meteorologilor și hidrologilor și permite o mai bună cooperare a acestora. Costurile totale de construcție și echipamente ale acestei unități, aflate în construcție din 2019, au ajuns la 130 de milioane de coroane.

## Istorie
Institutul Național de Meteorologie a fost înființat în 1919, la scurt timp după apariția Cehoslovaciei la sfârșitul Primului Război Mondial. La 1 ianuarie 1954, Institutul Național de Meteorologie a fost unit cu serviciul de hidrologie și a fost înființat Institutul Hidrometeorologic Ceh. Carta sa a fost modificată în 1994 și în 1995 de către Ministerul Mediului al Republicii Cehe.

## Structură

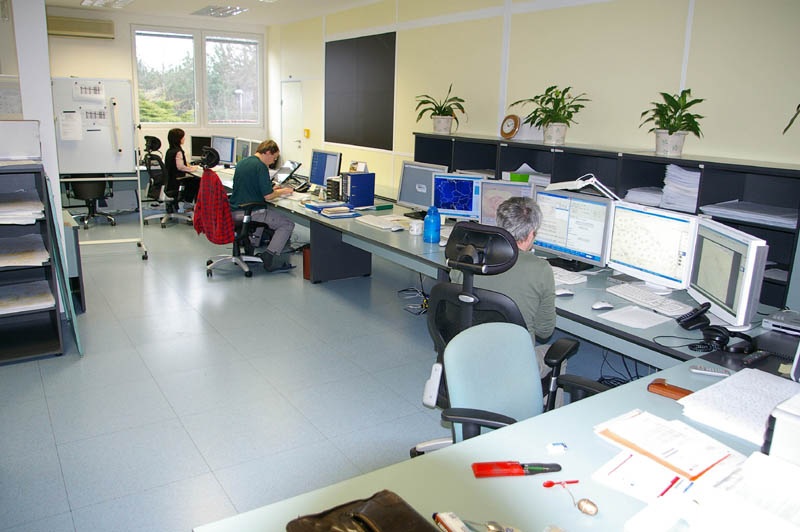
Meteorologi ai institutului

Institutul este format din trei secții specializate (secția de meteorologie și climatologie, secția de hidrologie și secția de calitate a aerului) cu două secții de suport (de finanțe și administrare și de tehnologia informației).
În afară de biroul central din Praga- Komořany⁠(d), Institutul are câte un birou regional (sucursale) în alte șase orașe cehe. Aceste birouri (care nu conțin toate secțiile specializate sau de suport) sunt în Brno, Ostrava, Plzeň, Ústí nad Labem, Hradec Králové și České Budějovice.

### Activități de modelare a dispersiei poluării atmosferice
Divizia de calitate a aerului are șapte departamente:
- Sistemul de informare privind calitatea aerului
- Emisii și surse
- Bazin de modelare și expertiză SYMOS97[4]
- Sistemul Național de Inventariere
- Monitorizarea calității aerului
- Laboratorul central de calitate a aerului
- Laborator de calibrare

Activitatea departamentului de modelare și expertiză se concentrează pe: dezvoltarea modelelor de dispersie a poluării atmosferice; aplicarea unor astfel de modele în întocmirea rapoartelor de expertiză și a opiniilor; previziuni ale controlului calității aerului; prelucrarea informațiilor de exploatare privind concentrațiile de poluanți obținute de secția Monitorizare Aeropurtată.